# Pero Me Acuerdo de Ti
Singles de Christina Aguilera
Come On Over Baby (All I Want Is You)
(2000) Falsas Esperanzas
(2001)
Pero Me Acuerdo De Ti (Mais Je Me Souviens De Toi) est une chanson de Christina Aguilera extrait de son album Mi Reflejo. Sorti fin 2000, c'est le premier tube original de la chanteuse. La chanson reçoit une nomination au Latin Grammy Awards 2001 dans la catégorie "Record of the Year". 

## Versions
- Pero Me Acuerdo de Ti (Main Version)
- Pero Me Acuerdo de Ti (Fransesc Pellicer Dance Club Remix)
- Pero Me Acuerdo de Ti (Fransesc Pellicer Dance Radio Remix)

## Charts
| Chart (2000/2001)                     | Meilleure position |
| ------------------------------------- | ------------------ |
| U.S. Billboard Hot Latin Tracks       | 8                  |
| U.S. Billboard Latin Pop Airplay      | 5                  |
| U.S. Billboard Latin Tropical Airplay | 7                  |

## Clip
Le directeur de la vidéo est Kevin G. Bray. La vidéo est simple, classe, la chanteuse est assise au centre d'un studio sombre, simplement éclairé par quelques lumières blanches, avec un fond d'écran vert, qui est représenté par une forêt. Christina porte une belle robe de couleur mauve. Ses cheveux sont longs, blonds et soutenu par une natte.

## Lives
- Grammy Award 2001
- Otro Rollo au Mexique (23 janvier 2001)

## Reprises
- DLG (version salsa, 2008)